# NGC 524
NGC 524 là một thiên hà dạng thấu kính nằm trong chòm sao Song Ngư, cách Trái Đất khoảng 90 triệu năm ánh sáng. Ở chỗ phình trung tâm của thiên hà là khí gas tạo thành một cấu trúc xoắn ốc. Thiên hà này được liên kết với NGC 488 và nhóm thiên hà nhỏ NGC 524, đồng thời là thiên hà lớn nhất trong nhóm này. Nó được William Herschel phát hiện vào năm 1786.
Trong thiên hà, có hai siêu tân tinh đã được quan sát là SN 2000cx (loại Ia-p đạt cực đại ở cường độ 14,5) và SN 2008Q (loại Ia).

## Hình ảnh

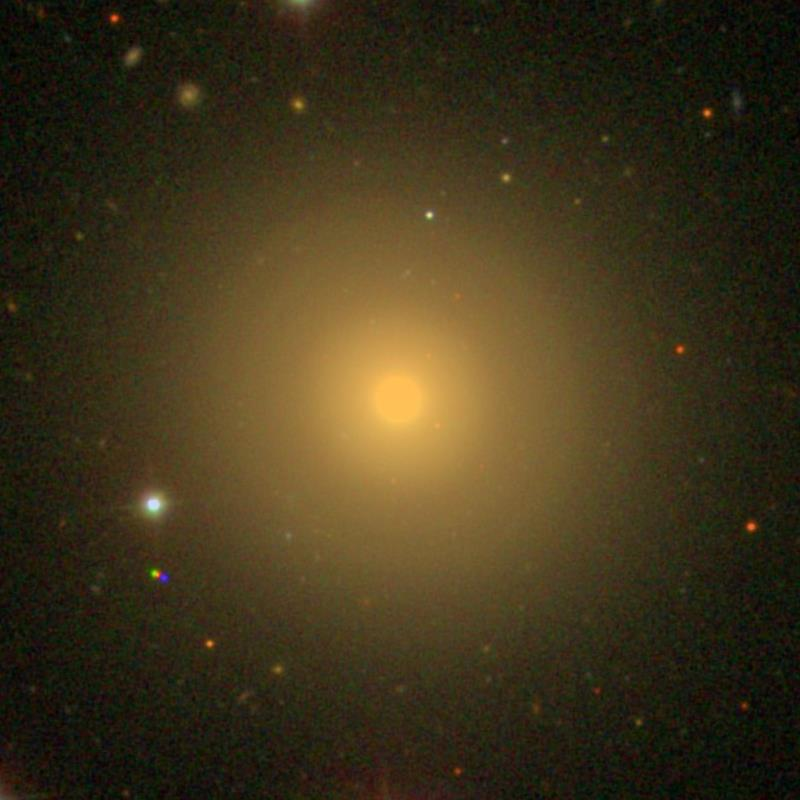
NGC 524 (SDSS DR14)
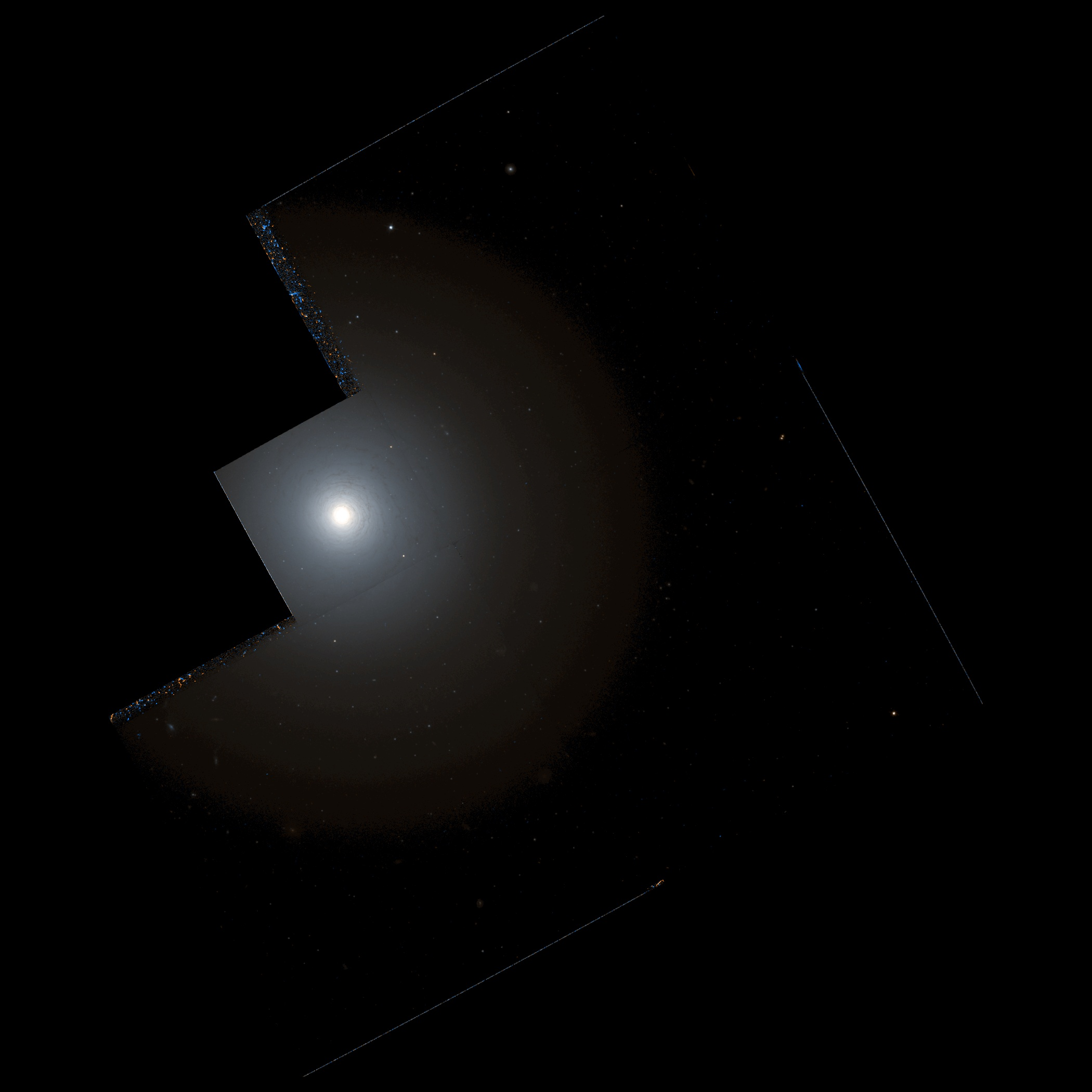
NGC 524 (Kính viễn vọng không gian Hubble)